# معادله چپمن–کولموگروف

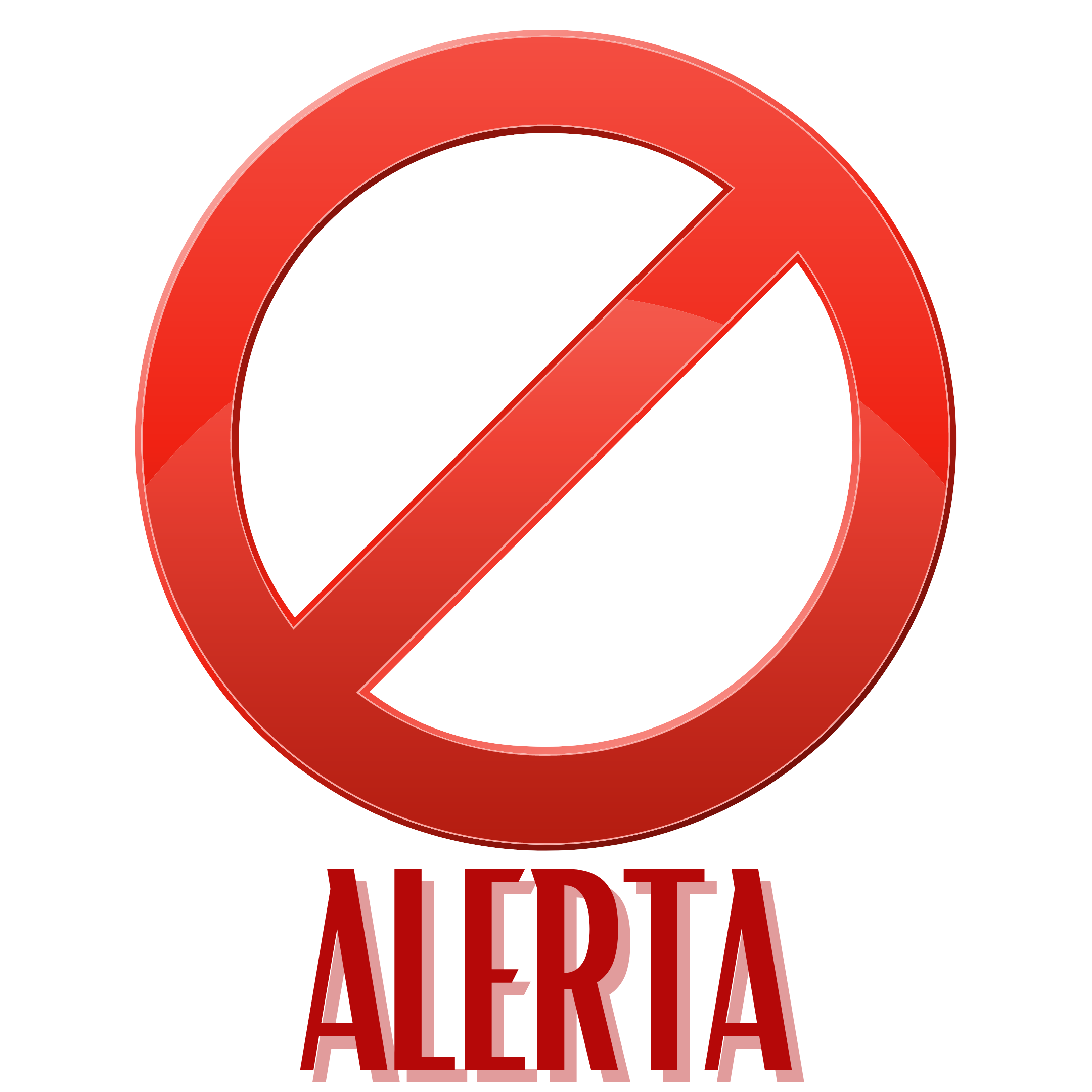
معادله چپمن–کولموگروف

در مبحث احتمال ریاضیات ، به طور خاص در نظریه فرایندهای تصادفی مارکوفی، معادله چپمن-کولموگروف یک هویت است که به توزیع احتمال مشترک مجموعه های مختلف مختصات روی یک فرایند تصادفی مربوط می شود. این معادله توسط ریاضیدان انگلیسی سیدنی چپمن و ریاضیدان روسی آندری کولموگروف به طور مستقل حاصل شد.

## شرح ریاضی
فرض کنید { f i } یک مجموعه نمایه شده از متغیرهای تصادفی است ، یعنی یک فرایند تصادفی:
{\displaystyle p_{i_{1},\ldots ,i_{n}}(f_{1},\ldots ,f_{n})}
اگر تابع چگالی احتمال مشترک مقادیر متغیرهای تصادفی f 1 تا f n باشد. سپس ، معادله چپمن-کولموگروف بصورت زیر است:
{\displaystyle p_{i_{1},\ldots ,i_{n-1}}(f_{1},\ldots ,f_{n-1})=\int _{-\infty }^{\infty }p_{i_{1},\ldots ,i_{n}}(f_{1},\ldots ,f_{n})\,df_{n}}